# Victor Honoré Janssens

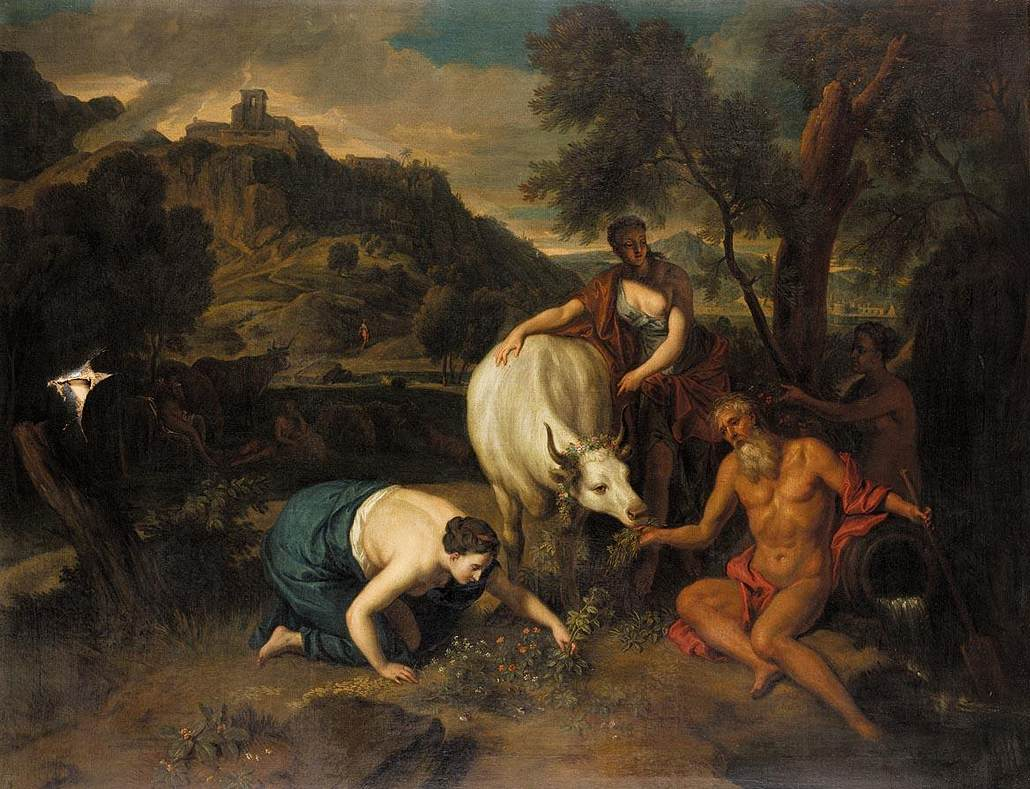
Io herkend door haar vader.

Victor Honorius Janssens (Brussel, 11 juni 1658 - Brussel, 14 augustus 1736) was een Zuid-Nederlands schilder.
Nadat hij 7 jaar bij een andere schilder Volders had gewerkt, verbleef hij 4 jaar in dienst bij de hertog van Holstein.
De volgende 11 jaren verbleef hij in Rome alwaar hij zich verdiepte in kunst. Hij werkte samen met Antonio Tempesta (1555 – 1630) bij wie hij de figuren in de landschappen schilderde.
Hij schilderde een groot aantal kleinere schilderijen voor in bureaus maar om zijn groeiende familie te onderhouden moest hij grotere en winstgevender doeken schilderen.. In vele Nederlandse kerken en kastelen kan men nog werken van hem aantreffen.
Hij werd in 1718 naar Wenen uitgenodigd en verbleef er 3 jaar. Hier schilderde hij onder andere voor de keizer.
De veronderstelling dat hij ook Engeland heeft bezocht wordt gemaakt omdat men bepaalde interieurs aan hem toeschrijft.
- Biografisch Portaal: 99600169
- Gemeinsame Normdatei: 12146881X
- International Standard Name Identifier: 0000 0000 6683 0155
- KulturNav: 9168f5b2-a465-4dfd-b900-743d2976b8bd
- Library of Congress Control Number: n2010023901
- RKD-Nederlands Instituut voor Kunstgeschiedenis: 41956
- Union List of Artist Names: 500001819
- Virtual International Authority File: 55004504
- WorldCat: E39PBJwhy3gHhqTM3XK9RJWMT3